# Omformer (elektrisk energi)
 For alternative betydninger, se Omformer. (Se også artikler, som begynder med Omformer)
En omformer eller konverter er en elektrisk indretning, der kan omdanne én type strøm til en anden, f.eks. vekselstrøm til jævnstrøm.
En omformer, som er beregnet til at blive koblet til et traditionelt 230V AC-elstik, kaldes en netdel.
Der findes både statiske og dynamiske omformere.
Den ældste type er den dynamiske, hvor man lader en elmotor, der drives ved en primær strømkilde, trække en elektrisk generator (dynamo), som genererer en sekundær strømforsyning. Eller elektromagneter kan trække en afbryder (en vibrator), der "hakker jævnspænding i stykker", hvorpå den pulserende strøm kan sendes gennem en transformator. Dette gør det muligt at producere en spænding, der er høj nok som anodespænding for radiorør, selv om man kun har adgang til lavspænding fra et batteri eller en akkumulator.
Den statiske omformer bygger på elektroniske principper, der uden bevægelige dele laver omformningen. De mest moderne typer er lavet efter switch-mode-princippet og er meget effektive (med virkningsgrad over 90 %)